# Dinochelus
Dinochelus is een geslacht van kreeftachtigen uit de klasse van de Malacostraca (hogere kreeftachtigen).

## Soort
- Dinochelus ausubeli Ahyong, Chan & Bouchet, 2010